# Antoniotto Adorno (1340-1398)
Pour les articles homonymes, voir Adorno et Antoniotto Adorno.
Antoniotto Adorno (né en 1340 à Gênes et mort le 5 juin 1398 à Finale Ligure, dans la république de Gênes) a été doge de Gênes.

## Biographie
Antoniotto Adorno a été doge de Gênes à quatre reprises : une journée en 1378 (au début de la guerre de Chioggia), de 1384 à 1390, de 1391 à 1392 et de 1394 à 1396.